# 10BASE2

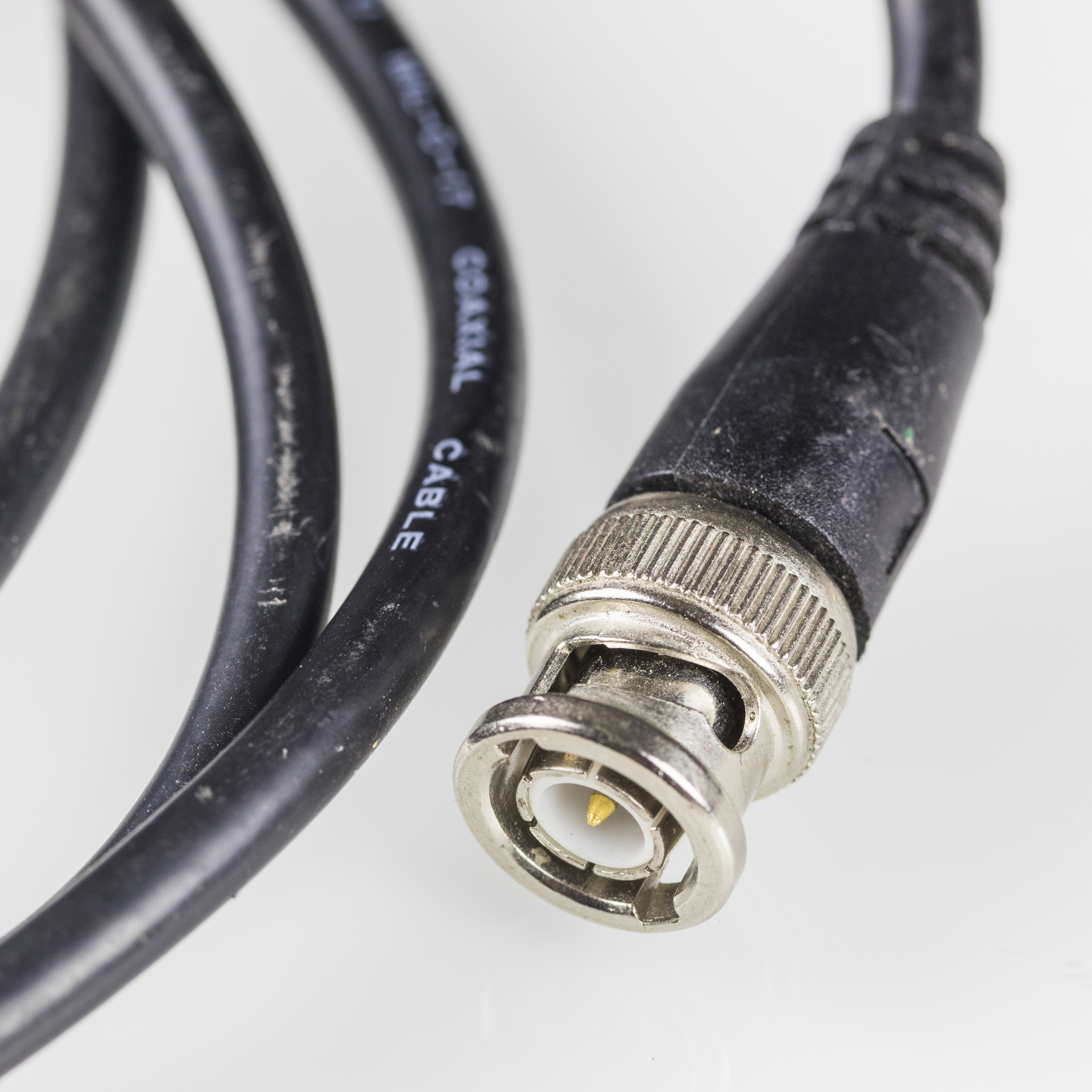
Kabel 10BASE2 zakończony złączem BNC

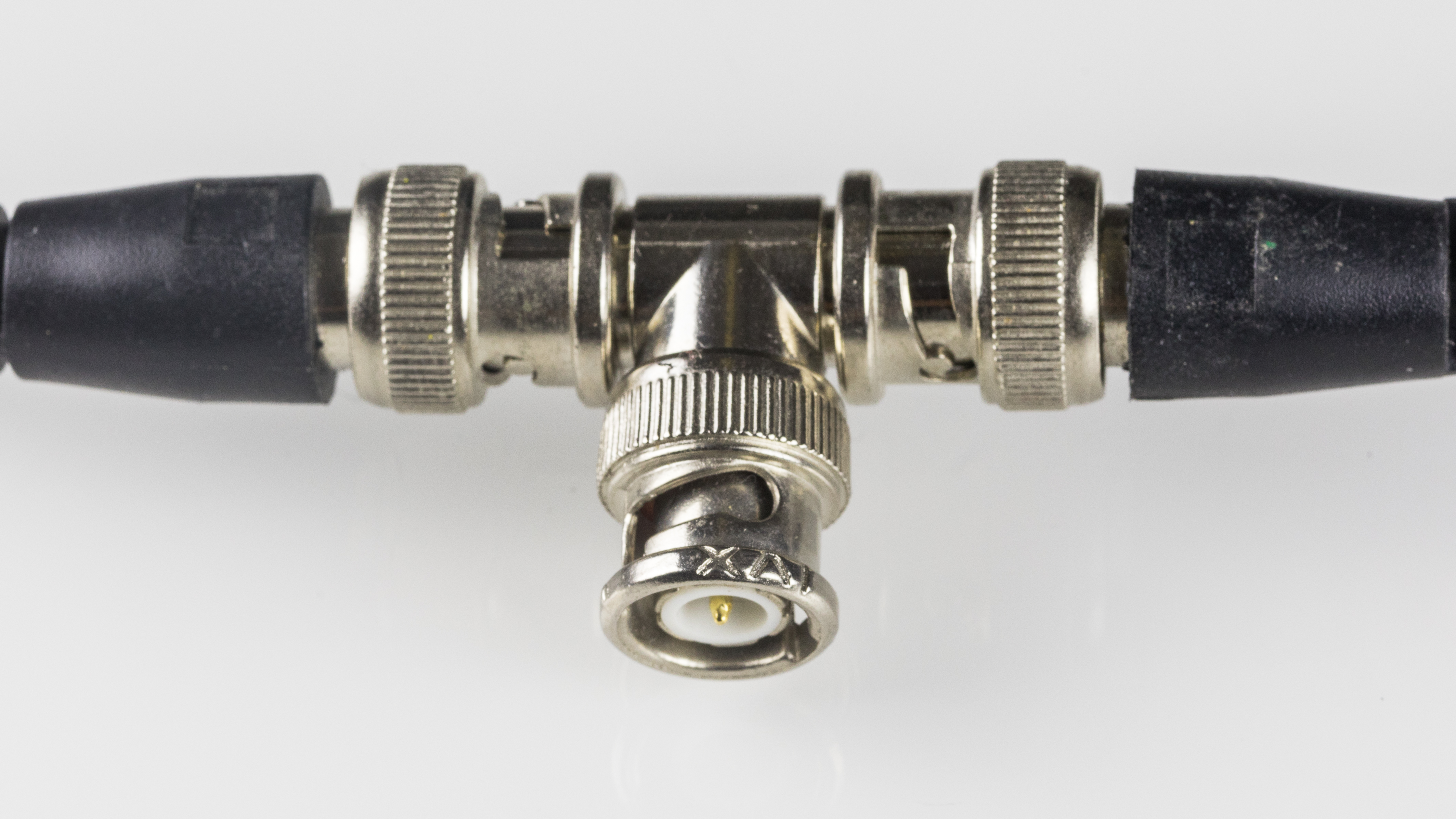
Kabel 10BASE2 z trójnikiem BNC

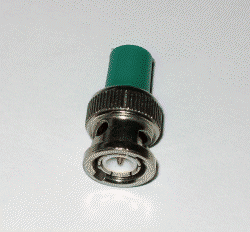
Terminator BNC

10Base2 – protokół sieciowy dotyczący rodziny standardów Ethernet działający w paśmie podstawowym i prędkości 10 Mb/s (opisany przez standard IEEE 802.3a z 1985 r.). Protokół popularny na przełomie lat '80/'90 XX wieku, stopniowo wypierany w latach '90 przez standard 10Base-T (i jego udoskonalenia). Dziś rzadko spotykany.
Stosowany jest 50-omowy kabel koncentryczny o maksymalnej długości 185 metrów. Przewód do karty sieciowej przyłącza się za pomocą rozgałęźnika (T-connector). Można połączyć do pięciu segmentów magistrali, używając czterech regeneratorów, przy czym stacje robocze mogą być włączone do trzech segmentów, pozostałe służą do przedłużenia sieci. Maksymalna długość magistrali wynosi 925 m. Do jednej magistrali można dołączyć najwyżej 30 odgałęzień (również: regeneratory, mosty, routery i serwery). Całkowita liczba odgałęzień we wszystkich segmentach sieci nie może przekroczyć 1024. Na każdym końcu magistrali należy przyłączyć terminator.